# Drehmomentanstieg
Als Drehmomentanstieg oder auch Drehmomentreserve wird in der Verbrennungsmotorentechnik die Differenz zwischen Nenndrehmoment und Maximaldrehmoment eines Motors bezeichnet. Der Drehmomentanstieg ist folglich ein Merkmal für die Kraftreserven eines Motors. Er wird in Prozent angegeben. Der Drehmomentanstieg lässt nicht unbedingt auf die Leistungsfähigkeit eines Motors schließen. Um zwei Motoren anhand ihres Drehmomentanstieges vergleichen zu können, müssen die Nenndrehzahlen die gleichen sein.

## Prinzip
Der Drehmomentanstieg resultiert daraus, dass ein Verbrennungsmotor bei seiner Nenndrehzahl zwar seine höchste Leistung, aber nicht sein höchstes Drehmoment abgibt. Reicht das Antriebsmoment eines Motors bei der Nenndrehzahl nicht aus, um eine bestimmte Arbeit zu verrichten, so sinkt die Drehzahl ab. Dabei steigt das Drehmoment jedoch an, wodurch das vom Motor abgegebene Drehmoment wieder größer ist, als das zur Verrichtung der Arbeit benötigte. Dadurch sinkt die Drehzahl des Motors nicht weiter. Kennzeichnend ist, dass beim Drehmomentanstieg ein Drehzahlabfallen vorliegt.

## Begriff
Der Begriff Drehmomentanstieg wird vor allem bei besonders drehmomentstarken Industriemotoren mit großen Hubräumen in landwirtschaftlichen Maschinen, insbesondere Ackerschleppern, zum Ausdrücken der Leistungsfähigkeit eines Motors benutzt. Bei kleineren Motoren geringeren Hubraums, vor allem Pkw-Motoren ist er ungebräuchlich.

## Berechnung des Drehmomentanstiegs
Bei Verbrennungsmotoren sind üblicherweise das maximale Drehmoment, die Nennleistung und die Nenndrehzahl angegeben. Aus Nenndrehzahl und Nennleistung lässt sich das Nenndrehmoment errechnen, das die Bezugsgrundlage bildet. Das maximale Drehmoment entspricht {\displaystyle 100\,\%} des Nenndrehmoments {\displaystyle +A}.
Der prozentuale Drehmomentanstieg {\displaystyle A} eines Motors lässt sich mit folgender Formel berechnen, das maximale Drehmoment {\displaystyle M_{\text{max}}} (in N·m), die Nennleistung {\displaystyle P} (in W) und die Nenndrehzahl {\displaystyle n} (in min−1) müssen gegeben sein:
Berechnung des Nenndrehmoments
{\displaystyle M_{n}={\frac {P}{{\frac {n}{60}}\cdot 2\cdot \pi }}}
Berechnung des prozentualen Drehmomentanstiegs
{\displaystyle A={\frac {M_{\text{max}}-M_{n}}{M_{n}}}\cdot 100\,\%}

## Bewertung
Ein Drehmomentanstieg von weniger als 20 % gilt bei Schleppermotoren als mäßig, 20–30 % als gut, mehr als 30 % als sehr gut. Eine steil mit zunehmender Drehzahl abfallende Drehmomentkurve ist für einen hohen Drehmomentanstieg erforderlich, das maximale Drehmoment ist nicht entscheidend. Ist der Drehmomentanstieg allerdings zu groß, ist das nutzbare Drehzahlband eines Motors eingeschränkt und er kann nur mehr schwer im optimalen Drehzahlbereich betrieben werden. Motoren mit hohem Drehmomentanstieg von mehr als 30 % sind vor allem in Arbeitsmaschinen zu finden.

## Beispiele

### Beispiel 1
Im Beispiel ist der Motor VW EA189 gegeben. Dieser Motor ist ein für Pkw konzipierter Dieselmotor mit 1968 cm3 Hubraum und leistet 103 kW bei 4200 min−1, das maximale Drehmoment beträgt 320 N·m. Um bei 4200 min−1 103 kW zu leisten, muss ein Drehmoment von 234,2 N·m anliegen. Dies ist das Nenndrehmoment. Folglich hat der Motor einen Drehmomentanstieg von 36,6 %.
(Quelle:)

### Beispiel 2

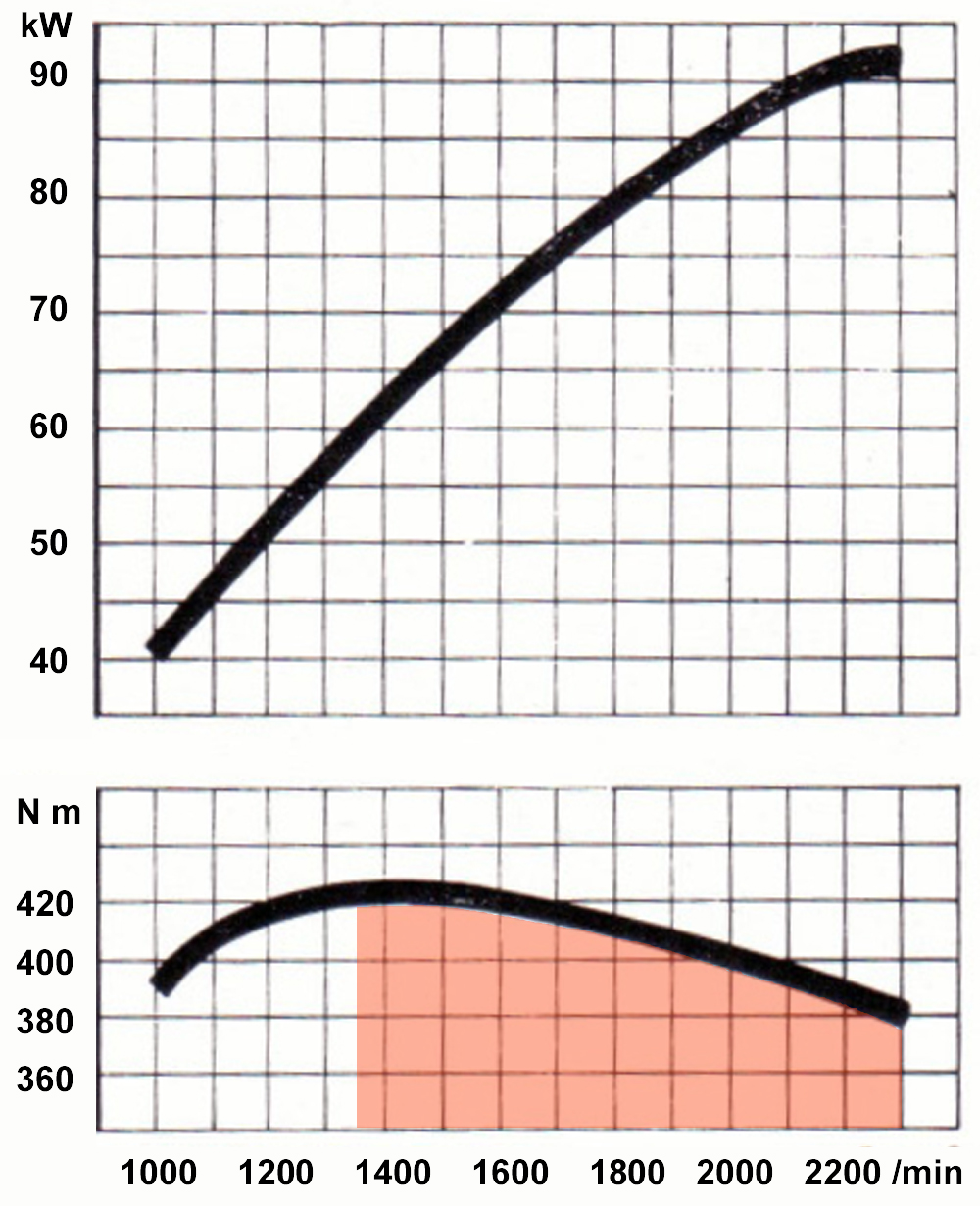
Drehmomentverlauf des 4 VD 14,5/12-1 SRW
Bereich des Drehmomentanstiegs rot eingefärbt. Die Drehmomentkurve ist flach, der Drehmomentanstieg ist somit nicht sehr groß.

Im Beispiel ist der Motor 4 VD 14,5/12-1 SRW gegeben. Dieser Motor ist ein für mittelschwere Nutzfahrzeuge entwickelter Dieselmotor mit 6560 cm3 Hubraum und leistet 92 kW bei 2300 min−1, das maximale Drehmoment beträgt 422 N·m. Um bei 2300 min−1 92 kW zu leisten, muss ein Drehmoment von 382 N·m anliegen. Folglich hat der Motor einen Drehmomentanstieg von 10,5 %.

### Beispiel 3
Im Beispiel ist der Motor MAN D2862 gegeben, ein Dieselmotor für große Landmaschinen mit 24,2 dm3 Hubraum und einer Nennleistung von 588 kW bei 1800 min−1, es müssen 3,12 kN·m Drehmoment anliegen. Das maximale Drehmoment beträgt 4,28 kN·m bei 1400 min−1. Die Differenz zwischen 3,12 und 4,28 beträgt 1,16, dieser Wert entspricht 37,2 % von 3,12; 37,2 % ist der Drehmomentanstieg des Motors.